# Babbage (fiume)
Il Babbage è un fiume del Canada, lungo 185 chilometri. Il fiume nasce sui Monti British, nello Yukon, e poi scorre verso nord fino ad immettersi nel Mare di Beaufort. 

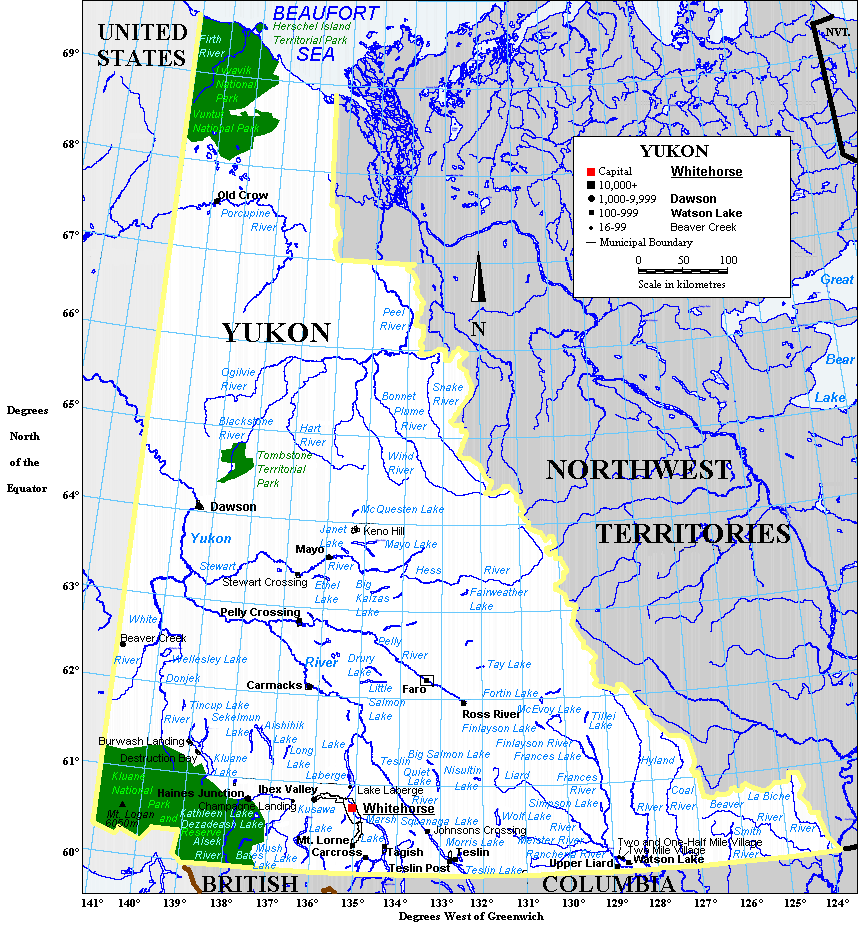
Mappa idrografica dello Yukon, il Babbage è localizzato in alto a destra